# Sycettidae
Sycettidae is een familie van sponsdieren uit de klasse van de Calcarea (kalksponzen).

## Geslachten
- Sycetta Haeckel, 1872
- Sycon Risso, 1827